# Zanthoxylum integrifoliolum
Zanthoxylum integrifoliolum är en vinruteväxtart som först beskrevs av Elmer Drew Merrill, och fick sitt nu gällande namn av Elmer Drew Merrill. Zanthoxylum integrifoliolum ingår i släktet Zanthoxylum och familjen vinruteväxter. Inga underarter finns listade i Catalogue of Life.